# Swilda longtou
Espèce
Synonymes
- Crassignatha longtou Miller, Griswold & Yin, 2009

Swilda longtou est une espèce d'araignées aranéomorphes de la famille des Symphytognathidae.

## Distribution
Cette espèce est endémique du Yunnan en Chine,. Elle se rencontre dans le xian de Fugong.

## Description
La femelle holotype mesure 0,87 mm.
Le mâle décrit par Li, Li et Lin en 2021 mesure 0,68 mm et la femelle 0,92 mm.

## Systématique et taxinomie
Cette espèce a été décrite sous le protonyme Crassignatha longtou par Miller, Griswold et Yin en 2009. Elle est placée dans le genre Swilda par Li, Li et Lin en 2021.

## Publication originale
- Miller, Griswold & Yin, 2009 : « The symphytognathoid spiders of the Gaoligongshan, Yunnan, China (Araneae, Araneoidea): Systematics and diversity of micro-orbweavers. » ZooKeys, no 11, p. 9-195 (texte intégral).